# AMOLIGA Nations Cup 2021
AMOLIGA Nations Cup 2021 byl přípravný turnaj před mistrovstvím světa v malém fotbale SOCCA 2022, který se konal v moldavském hlavním městě Kišiněv v období od 22. do 24. října 2021. Účastnily se ho 4 týmy, které byly v jedné skupině a hrály systémem každý s každým. Na turnaji se představilo Rusko, Moldavsko, Francie a údajná Rumunská reprezentace, která jak se později ukázalo, startovala na turnaji neoprávněně. Turnaj vyhrálo Rusko.

## Stadion
Turnaj se odehrál na jednom stadionu v jednom hostitelském městě: FMF Arena La Izvor (Kišiněv).
| Kišiněv                |
| ---------------------- |
| FMF Arena La Izvor     |
| Kapacita: 1024 Kišiněv |

## Situace s rumunským týmem
Na turnaji se objevila i rumunská reprezentace, která sehrála první zápas proti Rusku a podlehla mu 1:9. Po tomto zápase se objevila informace, že hráči, kteří se na soupisce nachází nemají nic společného s rumunským národním týmem, nejsou registrovaní na rumunské federaci a že výkonný výbor Rumunské federace malého fotbalu nedal žádné schválení k účasti Rumunska na tomto turnaji. Rumunští výkonní zástupci požádali organizátory, aby stáhli rumunskou vlajku z propagačních materiálů a aby zápasy nevysílali živě, na což jim organizátoři vyhověli. Tým ale turnaj dohrál. Prohrál s Francií 1:13 a s Moldavskem 2:7 a skončil na čtvrtém místě.

## Zápasy
| Tým       | Z | V | R | P | VG | IG | +/− | B |
| --------- | - | - | - | - | -- | -- | --- | - |
| Rusko     | 3 | 2 | 1 | 0 | 13 | 2  | +11 | 7 |
| Moldavsko | 3 | 1 | 2 | 0 | 9  | 4  | +5  | 5 |
| Francie   | 3 | 1 | 1 | 1 | 14 | 5  | +9  | 4 |
| Rumunsko  | 3 | 0 | 0 | 3 | 4  | 29 | −25 | 0 |

Rusko mělo 8 bodů.
Moldavsko mělo 6 bodů.
| 22. října 2021 12:00                                       |       |                                              |                       |
| Rusko                                                      | 3 : 2 | Francie                                      | Arena Socca, Ciorescu |
| Sergei Kharlamov 5' Dmitrii Drobysh 6' Kirill Biryukov 29' |       | Frédéric Roumazeilles 25+1' Farid Tani 50+1' | Arena Socca, Ciorescu |

Součástí programu byl zápas mezi Ruskem a Francií, který se hrál formou 7 na 7. Utkání nebylo započítáváno do konečného výsledku turnaje.  
| 22. října 2021 19:00 |       |                   |                             |
| Moldavsko            | 1 : 1 | Francie           | FMF Arena La Izvor, Kišiněv |
| Daniel Adam 39'      |       | Mathieu Legru 50' | FMF Arena La Izvor, Kišiněv |

|                                        |       | Penaltový rozstřel                             |  |
| Adrian Lascu Nicolae Josan Daniel Adam | 2 : 1 | Omar Belbachir Geoffroy Arthaud Mohamed Bachir |  |

| 22. října 2021 20:45 |       | |                             |
| Rumunsko             | 1 : 9 | Rusko | FMF Arena La Izvor, Kišiněv |
| Alin Macovei 37'     |       | Gamid Shakhbanov 5', 17', 32' Rustam Ramazanov 6' Ivan Liiyvaku 9' Kirill Biryukov 11' George Ciucur 13' (vl.) Alexander Kuksov 19' Ali Aliev 39' (pen.) | FMF Arena La Izvor, Kišiněv |

| 23. října 2021 12:00                     |       |                   |                       |
| Rusko                                    | 2 : 1 | Francie           | Arena Socca, Ciorescu |
| Gamid Shakhbanov 9' Rustam Ramazanov 28' |       | Bruno Meilhon 43' | Arena Socca, Ciorescu |

Rusové měli původně odehrát ještě jeden přípravný zápas formou 7 na 7 proti Rumunsku. Vzhledem k situaci s rumunským týmem, však Rusko vyzvalo znovu Francii formou 6 na 6. Zápas nebyl započítán do konečného výsledku turnaje.
| 23. října 2021 20:00 |        |         |                             |
| Rumunsko             | 1 : 13 | Francie | FMF Arena La Izvor, Kišiněv |
|                      |        |         | FMF Arena La Izvor, Kišiněv |

| 23. října 2021 22:00 |       |                  |                             |
| Rusko                | 1 : 1 | Moldavsko        | FMF Arena La Izvor, Kišiněv |
| Viktor Kosachev 38'  |       | Adrian Lascu 13' | FMF Arena La Izvor, Kišiněv |

|                                                  |       | Penaltový rozstřel         |  |
| Rustam Ramazanov Kirill Biryukov Dmitrii Drobysh | 2 : 0 | Adrian Lascu Nicolae Josan |  |

| 24. října 2021 11:00 |       |          |                             |
| Moldavsko            | 7 : 2 | Rumunsko | FMF Arena La Izvor, Kišiněv |
|                      |       |          | FMF Arena La Izvor, Kišiněv |

| 24. října 2021 12:30 |       |                                                              |                             |
| Francie              | 0 : 3 | Rusko                                                        | FMF Arena La Izvor, Kišiněv |
|                      |       | Gamid Shakhbanov 12' Sergei Ivanov 36' Kirill Biryukov 50+1' | FMF Arena La Izvor, Kišiněv |